# Auma Station
Auma Station (Auma stasjon) er en jernbanestation på Rørosbanen, der ligger i Tynset kommune i Norge. Stationen består af to spor og en perron med et læskur. Desuden er der et sidespor til Auma tømmerterminal, hvorfra der jævnligt kører tømmertog.
Stationen åbnede som holdeplads 1. juli 1878, året efter at banen stod færdig. Den blev opgraderet til station 8. juni 1912 men blev nedgraderet til holdeplads 1. juni 1923 for atter at blive station igen 16. juni 1946. Den blev nedgraderet til trinbræt 28. maj 1972. Betjeningen med persontog blev indstillet 16. juni 2002 men genoptaget i januar 2006.
Stationsbygningen blev opført i træ til åbningen i 1877 efter tegninger af Peter Andreas Blix. Stationen kom til at danne model for mange af stationerne på Rørosbanen. Der blev gjort forsøg på at frede stationsbygningen, men den blev revet ned i 2008 på grund af manglende vedligeholdelse.